# محمد البرادعی
محمد مصطفی البرادعی (به عربی: محمد مصطفى البرادعي) (۱۷ ژوئن، ۱۹۴۲) دیپلمات، سیاستمدار مصری و برنده جایزه صلح نوبل در سال ۲۰۰۵ می‌باشد. وی بین سال‌های ۱۹۹۷ تا ۲۰۰۹ مدیر کل آژانس بین‌المللی انرژی اتمی بود. او پس از برکناری محمد مرسی و تعیین عدلی منصور به ریاست جمهوری موقت مصر، به عنوان معاون رئیس‌جمهور در امور روابط بین‌الملل تعیین شد، اما در ۱۴ اوت ۲۰۱۳ به دنبال کشتار حامیان مرسی به وسیله ارتش مصر، از این سمت استعفا کرد.

## زندگی خصوصی
در شهر الدقی (در حال حاضر زیر نظر استان جیزه) متولد گردیده‌است. پدرش مصطفی وکیل و رئیس سابق کانون وکلای مصر بوده‌است. او در سال ۱۹۶۲ با مدرک کارشناسی حقوق از دانشگاه قاهره دانش‌آموخته شد. او با «عایده الکاشف» آموزگار ورزش مدرسه بین‌المللی وین ازدواج نمود. حاصل ازدواج آنان یک پسر و دختر به نام‌های «لیلی» و «مصطفی» می‌باشد. دخترش لیلی حقوقدان و پسرش مصطفی مدیر یک ایستگاه تلویزیونی در لندن می‌باشد.
خانواده البرادعی تا سال ۲۰۰۹ در لندن سکونت داشتند و بعد از سرنگونی رژیم حسنی مبارک به مصر بازگشتند.

## فعالیت‌ها

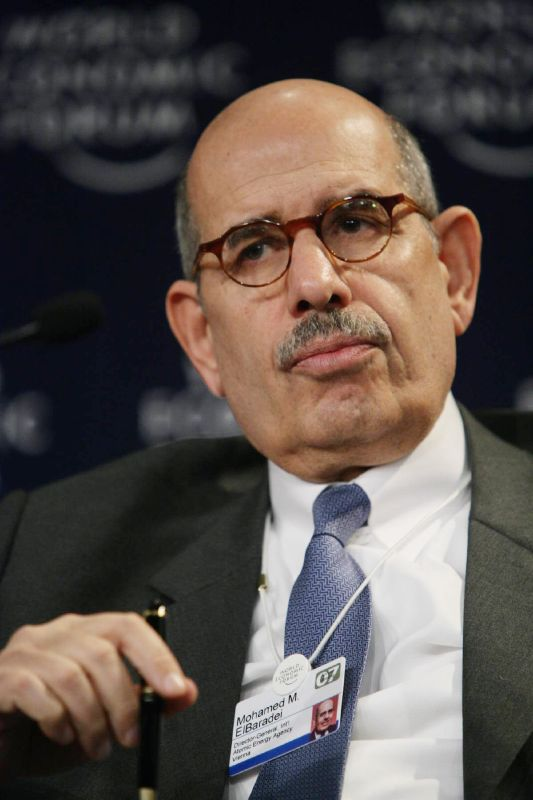

محمد البرادعی در سال ۱۹۶۴ به عنوان کارمند وزارت امور خارجه در بخش اداره هیئت مشغول به کار گردید؛ و بعد از مدتی به عنوان نمایندگی هیئت دائمی مصر در سازمان ملل به ژنو و نیویورک سفر نمود. در سال ۱۹۷۴ مدرک دکترای خود را در رشته حقوق بین‌الملل از دانشگاه نیویورک دریافت کرد. در همان سال به عنوان مشاور و دستیار وزیر امور خارجه وقت مصر، اسماعیل فهمی و سپس به عنوان مسئول حقوق بین‌الملل در مؤسسهٔ آموزش و تحقیقات سازمان ملل متحد تا سال ۱۹۸۰ مشغول بکار بوده و سپس مجدداً به مصر بازگشته و از سال ۱۹۸۱ تا ۱۹۸۷ استاد حقوق بین‌الملل در دانشگاه حقوق نیویورک مشغول به تدریس بوده‌است. او دستاوردهای خود را حاصل تحقیقات و تجربه کاری به عنوان استاد دانشگاه و هم مقام ارشد در سازمان ملل متحد در زمینه‌های حفظ صلح و توسعه بین‌المللی، و قوانین بین‌المللی، سازمان‌های بین‌المللی، کنترل تسلیحات و استفاده صلح‌آمیز از انرژی هسته‌ای به صورت هزاران مقاله و کتاب تألیف نموده‌است.
او در سال ۱۹۸۵ به آژانس بین‌المللی انرژی اتمی پیوست. در اوایل به عنوان رایزن حقوقی آژانس و سپس در سال ۱۹۹۳ او معاون مدیر کل امور خارجی آژانس ارتقاء یافت. او در یکم سپتامبر سال ۱۹۹۷ پس از رقابت با هانس بلیکس سوئدی با کسب ۳۳ رأی از مجموع ۳۴ رأی هیئت اجرائی آژانس به مدیر کلی آژانس بین‌المللی انرژی اتمی انتخاب گردید. در سپتامبر سال ۲۰۰۱ برای بار دوم و سپتامبر ۲۰۰۵ برای بار سوم انتخاب گردید.

### انقلاب ۲۵ ٓژانویه ۲۰۱۱ مصر
در روزهای آغازین انقلاب مصر، لابان کوبلنتز، نویسنده و همکار قدیمی البرادعی و دیگر همکاران آژانس بین‌المللی انرژی اتمی البرادعی با این تصور که البرادعی به تازگی وارد سیاست مصر شده‌است، مخالفت کردند و گفتند که او هرگز تمرکز خود را بر کمبودهای حقوق بشر در این کشور رها نکرده‌است. کوبلنتز خاطرنشان کرد که البرادعی برای اولین بار در اوایل سال ۲۰۰۳، در جریان جنگ عراق و همچنین در رویارویی‌های بعدی، با مبارک روبرو شد.
کوبلنتز به نقش رسانه‌های اجتماعی در متقاعد کردن البرادعی مبنی بر آمادگی جوانان مصری برای تغییر اشاره کرد: «در واقع در این ۱۴ ماه گذشته بود، به خودش یاد داد که از فیس‌بوک استفاده کند. توییتر و یوتیوب و در فضای مجازی شروع به انجام کارهایی کردند که رژیم مبارک آن را ممنوع کرده بود، آزادی تجمع توسط گروه‌های بزرگ».
البرادعی در حالی که در ۲۷ آوریل ۲۰۱۰ در مدرسه هاروارد کندی سخنرانی می‌کرد، به شوخی گفت که «به دنبال کار» است و به دنبال این است که «عامل تغییر و مدافع دموکراسی» در سیاست مصر باشد. او همچنین تصریح کرد که همسرش در مورد هر فعالیتی مشتاق نیست.
در ۲۷ ژانویه ۲۰۱۱، البرادعی در میان ناآرامی‌ها، که دو روز قبل از آن در ۲۵ ژانویه ۲۰۱۱ آغاز شده بود، به مصر بازگشت. وی گفت: «اگر [مردم] بخواهند من رهبری انتقال را بر عهده بگیرم، آنها را ناامید نخواهم کرد.» متعاقباً، «زمانی که او جمعه بعد از نماز به معترضان پیوست، پلیس به سمت او و حامیانش آب‌پاش شلیک کرد. آنها از باتوم برای ضرب و شتم برخی از حامیان البرادعی استفاده کردند که او را محاصره کرده بودند تا از او محافظت کنند." با این حال، روز بعد، هنگامی که الجزیره با او مصاحبه کرد، گفت که از چنین دستگیری بی اطلاع است.
بعداً، البرادعی برای پیوستن به هزاران معترض دیگر علیه رژیم مبارک وارد میدان تحریر شد و مستقیماً با مردم صحبت کرد و گفت که آنها «حق [خود] را پس گرفته‌اند» و نمی‌توانند به عقب برگردند. تعدادی از جنبش‌های سیاسی مصر از البرادعی خواستند تا یک دولت انتقالی تشکیل دهد. البرادعی همچنین گفت «مردم [مصر] خواهان سقوط رژیم هستند». البرادعی در واکنش به انتصاب عمر سلیمان به عنوان معاون جدید رئیس‌جمهور مصر گفت که این یک «تلاش ناامیدکننده و ناامیدانه مبارک برای ماندن در قدرت بود. من فکر می‌کنم واضح است که مبارک رفتنی است» علاوه بر این، البرادعی موضع خود را تکرار کرد که وقتی مصر به یک کشور دموکراتیک تبدیل می‌شود، «هیچ دلیلی وجود ندارد که باور کنیم دموکراسی در مصر منجر به رابطه بهتر با ایالات متحده بر اساس احترام و برابری نمی‌شود».
گاردین گزارش داد که البرادعی از سوی اخوان المسلمین و چهار گروه مخالف دیگر مأمور شده‌است تا بر سر تشکیل «دولت نجات ملی» موقت مذاکره کند. با این حال، بی‌بی‌سی گزارش داد که اخوان المسلمین، بزرگ‌ترین حزب مخالف ممنوعه، با انتخاب البرادعی به عنوان نماینده مخالفان موافقت نکرده‌است. "مردم محمد البرادعی را به عنوان سخنگوی خود منصوب نکرده‌اند. اخوان المسلمین بسیار قویتر از محمد البرادعی است. و ما موافق نیستیم [که او نماینده] این جنبش باشد. جنبش کمیته ای را [نمایندگان خود] تعیین خواهد کرد.»

### نامزدی احتمالی ریاست جمهوری
نام البرادعی از سال ۲۰۰۹ تا ۲۰۱۲ توسط گروه‌های مخالف به عنوان نامزد احتمالی برای جانشینی رئیس‌جمهور به پیشنهاد محمد حسنین هیکل  منتشر شد.
البرادعی در مورد قصد خود برای کاندیداتوری اظهارات روشنی ارائه نکرد. فقط خواست که شرایط خاصی برای تضمین انتخابات عادلانه همراه با تغییراتی در قانون اساسی فراهم شود که آزادی بیشتری را برای نامزدهای مستقل قبل از اینکه او واقعاً به فکر نامزدی برای ریاست جمهوری باشد ایجاد شود. چندین گروه اپوزیسیون از او حمایت کردند و او را شخصیتی بی‌طرف دانستند که می‌تواند کشور را به دموکراسی انتقال دهد.
در ۲۴ فوریه ۲۰۱۰، البرادعی با چند تن از رهبران مخالف و روشنفکران برجسته در خانه خود در قاهره ملاقات کرد. این نشست با اطلاعیه ای برای تشکیل یک جریان غیرحزبی جدید به نام «انجمن ملی تغییر» به پایان رسید. هدف این جنبش اصلاحات عمومی در صحنه سیاسی و عمدتاً ماده ۷۶ قانون اساسی مصر بود که محدودیت‌هایی را برای انتخابات آزاد ریاست جمهوری به ویژه در مورد نامزدهای مستقل ایجاد می‌کرد. گروه سیاسی ممنوعه، اخوان المسلمین، توسط یکی از چهره‌های کلیدی خود در این نشست حضور داشت. با این حال، موضع آن در پذیرش غیر عضوی از گروه خود به عنوان نماینده هنوز نامشخص است. همچنین مشخص نیست که آیا عمرو موسی، رئیس اتحادیه عرب که یک روز قبل با البرادعی دیدار کرده بود، بخشی از جنبش جدید خواهد بود یا خیر.
در ۴ ژوئیه ۲۰۱۳ از البرادعی به عنوان گزینه مورد علاقه برای ریاست دولت انتقالی مصر در بحبوحه کودتای ۲۰۱۳ مصر به عنوان نخست‌وزیر نام برده شد.

### رئیس حزب قانون اساسی
در ۲۸ آوریل ۲۰۱۲، البرادعی حزب قانون اساسی (DL) را راه‌اندازی کرد. این حزب خود را لیبرال می‌داند تا از اصول و اهداف انقلاب ۲۵ ژانویه ۲۰۱۱ بر اساس آرمان‌های لیبرال حمایت و ترویج کند. البرادعی به یکی از چهره‌های برجسته اپوزیسیون مصر تبدیل شد. در ۲۴ نوامبر، DL همراه با احزاب سکولار جبهه نجات ملی را تشکیل داد، ائتلافی از احزاب مخالف اصلی علیه احکام رئیس‌جمهور محمد مرسی. در ۵ دسامبر ۲۰۱۲، او هماهنگ‌کننده جبهه نجات ملی شد.

## رهبری اعتراضات ۲۰۱۳
در ژوئن ۲۰۱۳ و در سالگرد تحلیف محمد مرسی، رئیس‌جمهور مصر بعد از انقلاب ۲۰۱۲، موج جدیدی از اعتراضات در مصر علیه دولت وی شکل گرفت. با اوج‌گیری اعتراضات محمد البرادعی رهبری مخالفان دولت مرسی را بر عهده گرفت. مخالفان خواهان کناره‌گیری مرسی و برگزاری انتخابات زودهنگام بودند. نهایتاً به دنبال نطق عبدالفتاح السیسی، مرسی از ریاست جمهوری عزل شده و عدلی منصور به عنوان رئیس‌جمهور موقت سوگند یاد کرد.

## معاون رئیس‌جمهور در امور روابط بین‌الملل
چند بعد از شایعاتی مبنی بر تعیین البرادعی به نخست‌وزیری دولت موقت، عدلی منصور طی حکمی حازم الببلاوی را به عنوان نخست‌وزیر و محمد البرادعی را به عنوان معاون رئیس‌جمهور در امور روابط بین‌الملل تعیین نمود. به دنبال شدت گرفتن اعتراضات حامیان محمد مرسی، در روز چهاردهم اوت ۲۰۱۳ و کشتار جمع زیادی از معترضان به وسیله ارتش، البرادعی از سمت معاونت امور بین‌الملل رئیس‌جمهور استعفا کرد.

## برادعی و تشیع
به گفتهٔ خود برادعی، وی از نظر عقیدتی شیعه است. او دفاع‌های زیادی از شیعیان در مصر داشته‌است. همسرش آیدا (عایده) کشاف نیز ایرانی و شیعه است -گرچه در درستی این انتساب تردید هست.
وی هنگام نماز عید فطر در دانشگاه ازهر دست‌هایش را نبست که واکنش گسترده‌ای در رسانه‌های مصری همراه داشت. او در پاسخ در این باره گفته‌بود: «من در هویت سنی و در عقیده شیعه‌ام. دلیلی برای انکار عقیده‌ام نیست.».
او همچنین به هنگام شدت گرفتن موج مخالفت سلفیان و علی الادریس و سعید القبادی افراطی علیه سفر گردشگران ایرانی به مصر با انتشار متنی در شبکه اجتماعی توییتر اعلام کرد: «چگونه است که شیعه و سنی باهم اعمال حج را می‌گزاریم ولی در مصر ایرانیان را از زیارت برخی از خانه‌های خدا منع می‌کنیم؟ مصر کارنامه‌ای در نادیده گرفتن عقل و عدم پذیرش طرف مقابل، ندارد.».
برادعی در واکنش به حمله و قتل فجیع حسن شحاته از رهبران شیعیان مصر آن کار را جنایتی وحشیانه خوانده بود
او پیش از کودتا در دیدار با تحصن‌کنندگان در وزارت فرهنگ مصر با اشاره به اظهارات توهین‌آمیز برخی شرکت‌کنندگان در کنفرانس اسلامگرایان در استادیوم قاهره که تحت نظارت محمد مرسی (رئیس‌جمهور وقت مصر) برگزار شده‌بوده‌است گفته‌بود: هنگامی که نظام می‌نشیند و به اظهارات کسانی گوش می‌دهد که می‌گویند تظاهرکنندگان در روز سی ام کافر و مشرک هستند و صد و پنجاه میلیون شیعه نجس، همگی تأکیدی بر این موضوع است که این نظام پس از این حتی یک روز دیگر نباید استمرار یابد.

## جوایز
در اکتبر سال ۲۰۰۵، محمد البرادعی، برنده جایزه صلح نوبل با آژانس بین‌المللی انرژی اتمی به دست آورد و جایزه اعطا شده به آژانس و مدیر خود را در به رسمیت شناختن تلاش‌های انجام شده در بخش خود را برای جلوگیری از گسترش سلاح‌های هسته‌ای است.

و البرادعی گفت: 
«فقر و ناامیدی" زمین باروری "برای جرم و جنایت سازمان‌یافته و جنگ‌های داخلی، تروریسم و افراط‌گرایی است. »